# Деревенские жестовые языки
Деревенские жестовые языки — категория изолированных жестовых языков, которые самопроизвольно возникают в сельской местности.
Каждое сообщество деревенских жестовых языков развивается независимо от остальных и обладает географическими, историческими и культурными особенностями, однако ряд черт характерен для большинства таких общин: высокая доля неслышащих людей, чаще всего из-за распространённой генетической мутации; тесные родственные связи между членами сообщества; неиндустриальная экономика, требующая тяжёлой физической работы; активное участие глухих людей в жизни общины; схожие условия труда для глухих и слышащих членов общества; освоение жестового языка многими слышащими людьми; нейтральное или положительное отношение к глухоте в обществе; изолированность общины и отсутствие взаимодействия с сообществом глухих из соседних регионов. Науке известного около 60 деревенских жестовых языков, обнаруженных по всему миру: в Африке, Азии, Северной и Южной Америке, Австралия. Все деревенские жестовые языки находятся под угрозой исчезновения, поскольку, с одной стороны, их могут вытеснить крупные жестовые языки сообществ глухих, а с другой стороны, при снижении доли неслышащих людей в сообществе отпадает необходимость в жестовой коммуникации. 
С лингвистической точки зрения деревенские жестовые языки не представляют собой однородную группу, но демонстрируют значительную вариативность по типологическим параметрам. Их изучение внесло большой вклад в типологию жестовых языков, поскольку некоторые из них обладают редкими чертами, которые ранее не встречались в других категориях жестовых языков.

## Носители деревенских жестовых языков

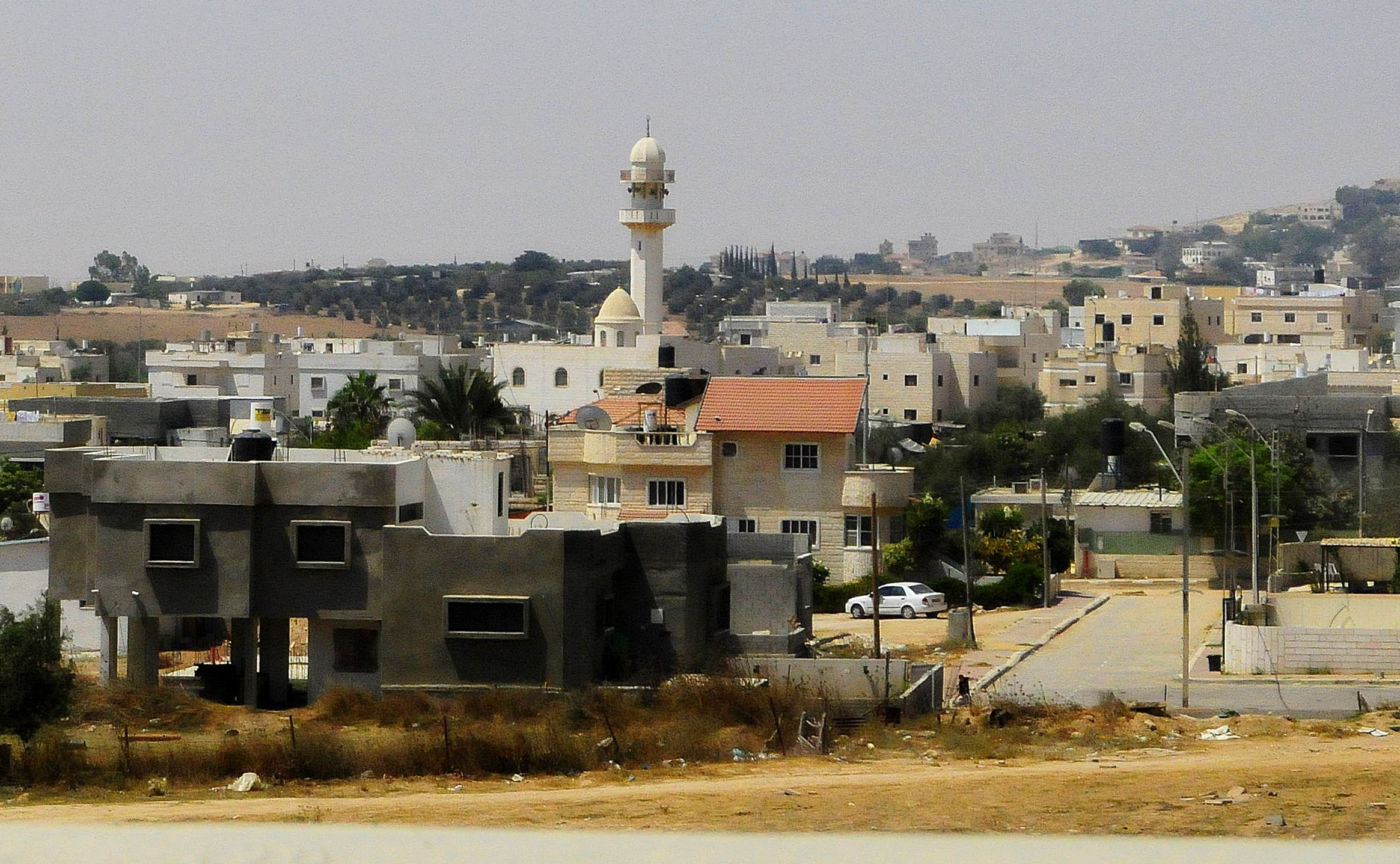
Бедуинская деревня Ас-Сайид в Израиле, где сформировался ас-сайидский жестовый язык.

Деревенские жестовые языки зарождаются в географически удалённых друг от друга, но во многом схожих между собой сообществах. Обычно это небольшая группа людей, которая ведёт сельский образ жизни и по географическим либо этническим причинам изолирована от внешнего мира. Из-за эндогамии в сообществе устанавливаются тесные родственные связи.
Если возникает генетическая мутация, взывающая глухоту, она может передаваться от поколения к поколению. Характер распространения зависит от типа мутации. Если приводящий к глухоте ген доминантный, то глухие дети будут чаще рождаться у глухих родителей. Образуются обособленные «глухие семьи» с высокой долей неслышащих членов, и все её представители вовлечены в ежедневную жестовую коммуникацию. При рецессивной мутации глухие дети могут рождаться у слышащих родителей, а нарушения слуха распространяются вследствие родственных браков. В таком сообществе у большинства имеется хотя бы один неслышащий родственник и, соответственно, потребность в жестовой коммуникации. Доля людей с нарушением слуха оказывается существенно выше обычного: при среднем значении 0,1—0,2 %, в Ас-Сайиде проживало 3,3 % глухих (2004), в Адаморобе — 2,6 % (2007), в Бенгкала — 2,1 % (2003).
Малый размер общины и родство многих членов между собой ведёт к социальной однородности, и в этих условиях не формируется отдельная социальная группа глухих: неслышащие люди остаются неотъемлемой частью жизни поселения. Глухие люди вовлечены в экономику деревни в той же мере, что и слышащие, чаще всего занимаясь сельским хозяйством и рыбной ловлей. Школьное образование в таких сообществах либо недоступно, либо не имеет большого значения, потому этот фактор тоже не ведёт к социальному неравенству. Отношение к глухим людям — нейтральное или положительное.
В силу изолированности сообщества неслышащие дети не ходят в общеобразовательные школы и не имеют доступа к государственному образованию для глухих, взрослые также не могут посещать заведения для людей с нарушением слуха. У людей нет доступа ни к одному из существующих в регионе жестовых языков, так что жители вырабатывают собственный жестовый язык. Несмотря на относительно высокую долю неслышащих людей в таких деревнях, их абсолютное количество невелико: например в 2007 году бан-кхорский жестовый язык насчитывал 17 глухих носителей, жестовый язык деревени Адаморобе — 35. Отличительная характеристика деревенских жестовых языков состоит в том, что большинство их носителей — слышащие люди. Они играют существенную роль в сохранении и передаче языка: нередко глухие люди усваивают язык от носителей без нарушений слуха. Деревенский жестовый язык функционирует как полноценное средство общения и может использоваться во всех сферах жизни, включая ежедневную деятельность и поддержку важных для сообщества ценностей и традиций.
Подобные небольшие замкнутые общины, где глухие люди вовлечены в жизнь сообщества и могут коммуницировать с большинством слышащих людей, описывалась некоторыми исследователями как «утопия для глухих». Они выгодно отличались от сообществ глухих западной цивилизации, которые оставались исключёнными из мейнстримного общества. Тем не менее, некорректно утверждать, что глухие люди в таких сообществах имеют со слышащими абсолютно равные возможности: иногда глухота воспринимается как недостаток, люди с нарушениями слуха оказываются ограничены в выборе супруга, получении образования, трудоустройстве.
Описанный сценарий «деревни глухих» характерен для многих деревенских жестовых языков, однако их развитие и функционирование допускает вариативность:
- мардинский жестовый язык не распространился на весь город Мардин, а остался в границах одной семьи;
- в Австралии некоторые коренные племена создают собственные жестовые языки для коммуникации между слышащими членами сообщества в тех ситуациях, когда устная речь табуирована: например, во время траурной церемонии или охоты. Один из таких языков, жестовый язык племени йолнгу[англ.] был освоен глухими членами племени в качестве основного средства общения. В результате жестовый язык йолнгу совмещает функции ритуального и деревенского жестовых языков;
- инуитский жестовый язык распространён на обширной территории, а не ограничен деревней либо островом;
- для сообщества жестового языка Боакако характерна дискриминация неслышащих людей и негативное отношение к ним. Некоторые жители считают, что глухота — заразная болезнь, и потому остерегаются неслышащих[19].

## Распространение деревенских жестовых языков
Сообщества, в которых развились собственные деревенские жестовые языки, обнаружены по всему миру. Жестовый язык Адаморобе зародился в ганской деревне в Африке. На территории Азии встречаются алипурский жестовый язык в Индии, балийский жестовый язык в Индонезии, бан-кхорский жестовый язык в Таиланде, ас-сайидский жестовый язык в Израиле. К деревенским жестовым языкам Северной Америки относятся исчезнувший жестовый язык Мартас-Винъярд в США, инуитский жестовый язык в Канаде, юкатекские майянские жестовые языки в Мексике. В Южной Америке обнаружен каапорский жестовый язык, которым пользуется проживающее на территории Бразилии племя каапор. Свой жестовый язык сформировало австралийское племя йолнгу.
В Европе деревенских жестовых языков не обнаружено, если не считать жестового языка алжирских евреев, который зародился в Алжире, но позднее его носители иммигрировали в другие страны, прежде всего во Францию и Израиль.
Всего по данным лингвистического каталога Glottolog науке известны около 60 деревенских жестовых языков.

## Угроза исчезновения
Деревенские жестовые языки находятся под угрозой исчезновения. Даже относительно крупные языки, более ста лет используемые сообществом с большим количеством неслышащих членов, могут быстро выйти из употребления, как это произошло с жестовым языком острова Мартас-Винъярд. Этот язык существовал с конца XVII века. Во второй половине XIX века на острове произошли социальные изменения: Мартас-Винъярд, где жители зарабатывали на жизнь рыбной ловлей и сельским хозяйством, стал популярен в качестве летнего курорта. Кроме того, повысилась мобильность населения, молодые люди ездили получать образование в другие регионы. Сообщество стало менее замкнутым, участились браки с уроженцами иных мест. Рецессивная мутация стала реже проявлять себя, так что в 1870-х годах родился всего один неслышащий ребёнок. Глухота на острове воспринималась как обычная человеческая черта, поэтому на снижение доли глухих никто не обратил внимания. В 1952 году умерла последняя глухая носительница жестового языка Мартас-Винъярд. После этого некоторые слышащие жители острова продолжали использовать язык жестов в разговорах между собой, но для общения с глухими людьми он больше не применялся. Приморский жестовый язык также существовал в XX веке, но к настоящему времени перестал использоваться.
Угрозу для деревенских жестовых языков представляют крупные городские жестовые языки, которые имеют больше носителей и получают государственную поддержку. Многие сообщества, выработавшие собственный жестовый язык, становятся менее закрытыми, их представители контактируют с глухими людьми из других регионов и постепенно перенимают более престижный жестовый язык.
Снижение числа глухих в сообществе, как это произошло на острове Мартас-Винъярд, тоже несёт угрозу для языков. В некоторых населённых пунктах ограничивают браки между неслышащими партнёрами, чтобы снизить число глухих новорожденных. Например, в деревне Адаморобе с 1975 года глухие люди по закону не могут образовывать семьи; в Алипуре неслышащий член общества при вступлении в брак выплачивает семье супруга или супруги большое приданое, «компенсируя» свою глухоту. Таким образом, искусственно снижается востребованность местного жестового языка.

## Усвоение деревенского жестового языка
Модель овладения деревенским жестовым языком как первым отличается от моделей овладения жестовыми языками сообществ глухих, но имеет много общего с изучением устного родного языка. Неслышащие дети в «деревнях глухих» сталкиваются с местным жестовым языком с рождения и сразу начинают усваивать его. Они также получают богатый языковой материал, поскольку они окружены достаточным количеством взрослых людей, свободно владеющих жестовым языком и постоянно его использующим. Напротив, большинство глухих детей в городских условиях рождаются у слышащих родителей, не пользующихся жестовыми языками: по оценкам, не более 10 % детей рождаются у родителей, которые владеют жестовым языком. Эти дети не знакомятся сразу после рождения с языком, который мог бы служить им родным. Кроме того, сообщества деревенских жестовых языков обычно характеризуются позитивным отношением к глухоте и жестовой коммуникации, поэтому дети могут могут комфортно использовать свой родной язык с самого раннего возраста для общения с глухими и слышащими сверстниками, а также с взрослыми людьми, как с родственниками, так и с чужими — с медсестрой, продавцом или учителем.

## Терминология
Название деревенский жестовый язык отсылает к концепции «деревни глухих» (англ. deaf villages), небольшого населённого пункта, где проживает большая доля неслышащих людей.
Деревенский жестовый язык может выйти за пределы поселения и распространиться на более широкой территории: инуитский жестовый язык используется в нескольких регионах США и Канады, ямайский национальный жестовый язык (не следует путать с основанным на амслене ямайским жестовым языком) — в одном из округов Ямайки. Поэтому исследователи предлагают другие термины, в частности коренные жестовые языки (англ. indigenous sign languages) и сельские жестовые языки (англ. rural sign languages).
Освоение жестового языка людьми без нарушений слуха — социолингвистическое явление, характеризующее деревенские жестовые языки, поэтому их также называют общими жестовыми языками (англ. shared sign languages). При этом к общим жестовым языкам могут быть также отнесены альтернативные жестовые языки, выработанные слышащими людьми для тех или иных целей (коммуникация в шумных условиях; соблюдение обета молчания; в качестве лингва франка в регионе, где представлены говорящие на разных языках народы; для соблюдения речевого табу).
С одной стороны, деревенские жестовые языки противопоставляются жестовым языкам сообществ глухих (англ. deaf community sign languages), которые формируются внутри искусственно образованных групп людей с нарушениями слуха (например, на базе специальных образовательных учреждений) без вовлечения слышащих людей. С другой стороны, их отличают от домашних жестовых систем, которые формируются внутри слышащей семьи при рождении глухого ребёнка или потере слуха одним из членов. Домашняя жестовая система не считается языком, поскольку она не передаётся по наследству и вокруг неё не формируется сообщество носителей. При этом в тех условиях, в которых возникают деревенские жестовые языки, разграничение между системой коммуникации и языком размыто. В частности, в литературе описаны случаи, когда ради единственного глухого члена сообщества все жители посёлка осваивали жестовый язык.
Термин семейный жестовый язык (англ. family sign language) может быть использован для характеристики языка, применение которого ограничено членами большой семьи, внутри которой часты случаи наследственной глухоты. Примером такого языка является мардинский жестовый язык.
Категория зарождающихся жестовых языков (англ. emerging sign languages) значительно пересекается с категорией деревенских жестовых языков, но эти понятия не тождественны. К зарождающимся относятся молодые языки, которые возникли в ходе жизни последних двух-трёх поколений населения. Таковыми могут быть некоторые новые жестовые языки культуры глухих, например, никарагуанский жестовый язык, появившийся в школе для глухих в Манагуа в 1977 году.

## Лингвистическая характеристика
Деревенские жестовые языки возникают независимо друг от друга по всему земному шару, потому они естественным образом существенно различаются между собой. Их изучение внесло большой вклад в типологию жестовых языков, поскольку отдельные черты, обнаруженные в деревенских жестовых языках, не встречались в других категориях жестовых языков.
Такие особенности, как неразвитая фонологическая система, отсутствие пространственного спряжения глаголов и значительная вариативность в жестах, объяснялись молодым возрастом деревенских жестовых языков: согласно этой гипотезе, лингвистические структуры, свойственные большинству «больших» жестовых языков, ещё не успели сформироваться. С этой точки зрения деревенские жестовые языки — «незрелые» системы, которым ещё предстоит развиться в полноценный язык. Данная гипотеза подвергается критике из следующих соображений. С одной стороны, подобные особенности встречаются и в старых деревенских жестовых языках, таких как балийский и Адаморобе, существующих на протяжении несколько веков. С другой — молодым жестовым языкам сообществ глухих, например, никарагуанскому или израильскому, эти характеристики несвойственны. Вероятно, деревенские жестовые языки следует рассматривать как отдельную категорию жестовых языков, которые развиваются по особому сценарию, обусловленному социолингвистическими факторами, полностью соответствуют потребностям носителей и не должны восприниматься как недостаточно сформированные.

### Фонология
В деревенских жестовых языках обычно используется малое число различных форм руки, в основном — немаркированных. Во многих деревенских языках наблюдается многоканальность, то есть использование в жестах не только ручных компонентов, но также рта, лица, ног, всего тела. Например, в жестовом языке острова Провиденсия около 36,5 % жестов содержат существенный немануальный компонент. В американском жестовом языке, который не является деревенским, доля таких жестов — менее 2 %. Использование проговаривания отличается от языка к языку: в жестовом языке Адаморобе оно применяется очень часто, в балийском жестовом языке не встречается совсем. Также характерной чертой сельских жестовых языков является большое разнообразие мест артикуляции жестов: язык, бедро, спина, пах, ягодицы и т. д. Широкое использование пространства для жестикуляции нехарактерно для современных жестовых языков сообществ глухих, но встречалось в их истории на ранних этапах развития, например в старофранцузском жестовом языке и начальных формах никарагуанского жестового языка.
Язык Ислас-де-ла-Байя сформировался для коммуникации со слепоглухими людьми, поэтому имеет не только жестовую, но и тактильную модальность.

### Лексика
Обычно имеется сформированная дейктическая система, поскольку небольшим однородным сообществам деревенского жестового языка свойственно обширное общее знание, на которое необходимо ссылаться в ходе разговора. Отдельные сельские жестовые языки используют указательные жесты в пространстве в топографических целях: для обозначения абсолютного местоположения референт в реальном мире, а не для передачи его относительной позиции в метафорическом пространстве жестикуляции. Такова ситуация в балийском и инуитском жестовых языках, а также в языке острова Провиденсия. В ас-сайидском жестовом языке указание в направлении чьего-либо дома используется, чтобы упомянуть жителя этого дома. Указательные жесты также применяются для называния городов и стран. С другой стороны, в сельских жестовых языках могут отсутствовать жесты для обозначения солнца, горы, леса, океана и других объектов с известным местоположением, на которые можно сослаться с помощью указательного жеста. В балийском жестовом языке указание на область в небе обозначает время суток, когда солнце находилось в указанной точке.
Для деревенских жестовых языков характерно большое количество синонимичных жестов. В частности, вариативность жестов в ас-сайидском жестовом языке оказалась выше, чем в городских израильском и американском жестовых языках. Это можно объяснить тем, что, во-первых, сообщества деревенских жестовых языков обычно малы, и потому носителям проще запомнить особенности каждого идиолекта, а во-вторых, что значительное влияние на унификацию жестовых языков оказывают формальные мероприятия: образовательный процесс, съезды, конференции, — которые для деревенских жестовых языков не проводятся.
Деревенские жестовые языки расширили представления лингвистики о передаче числительных в жестовых языках. В мардинском жестовом языке используется двадцатеричная система счисления: 40 обозначается как «20 × 2», 60 — как «20 × 3» и так далее. В чиканском жестовом языке (один из юкатекских жестовых языков майя) используется комбинация двадцатеричной и пятидесятеричной систем счисления: например, число 80 выражается как «50 + 20 + 10». В алипурском жестовом языке степени десятки выражаются с помощью модификации жеста в пространстве: число с бо́льшим количеством нулей требует более широкой версии жеста. И в мардинском, и в алипурском жестовом языках числительные могут образовываться по схеме вычитания, например, 195 в алипурском языке передаётся как «200-5». Двадцатиричная система счисления, схема вычитания и пространственная модификация жестов для передачи различных числовых значений не встречались в жестовых языках сообществ глухих.
Во многих сельских жестовых языках наблюдается малый инвентарь жестов, обозначающих различные цвета. В балийском жестовом языке обнаружены четыре лексемы со значением цвета цвета («чёрный», «белый», «красный», «сине-зелёный»), в языках Адаморобе, Бан-кхора и острова Провиденсия — три («белый», «красный», «чёрный»). В ямайском национальном жестовом языке самый большой инвентарь обозначений цвета — пять лексем («чёрный», «белый», «красный», «синий», «жёлтый»). В инуитском жестовом языке обнаружены только понятия «чёрный» и «красный», что опровергает гипотезу об универсальности лексем «белый» и «красный» в языках мира. Некоторые языки используют альтернативные способы указания на цвет: например, в ас-сайидском жестовом языке демонстрируют предмет одежды соответствующего цвета.
Также для деревенских жестовых языков характерна бедная система терминов родства. В балийском жестовом языке она ограничена терминами «мать», «отец», «прародитель» и «потомок»; в языке Адаморобе — «мать», «отец», «прародитель», «ребёнок», «сиблинг» и «младший сиблинг». В инуитском жестовом языке система родства ограничена тремя терминами: «родитель», «сиблинг» и «супруг». Примечательно, что этот язык не имеет отдельных обозначений для понятий «мать» и «отец».
Жестовые языки сообществ глухих обычно обладают бо́льшим числом лексем, обозначающих цвета и термины родства. Это различие позволяет предположить, что социальная динамика сообщества влияет на формирование жестового лексикона.

### Морфология
На материале деревенских жестовых языков было обнаружено, что некоторые морфологические черты не являются универсалиями жестовых языков и могут отсутствовать в языке:
- в балийском, ас-сайидском жестовых языках и языке острова Провиденсия отсутствует пространственное словоизменение глаголов перемещения. В этих языках жест обычно направлен от тела говорящего и не показывает ориентацию движения.
- в жестовых языках деревни Адаморобе и острова Провиденсия отсутствуют классификаторы при глаголах движения и размещения.
- в жестовом языке деревни Адаморобе отсутствуют одновременные конструкции, в которых обе руки передают значимую информацию независимо друг от друга.

### Синтаксис
В некоторых деревенских языках формируется главенствующий порядок слов в предложении. В Ас-сайидском жестовом языке начиная со второго поколения носителей стал преобладать порядок субъект-объект-глагол (SOV). Он необычен для региона: в местной разновидности устного арабского языка и в иврит основной порядок слов — субъект-глагол-объект (SVO), в литературном арабском языке — глагол-субъект-объект (VSO). В балийском жестовом языке порядок слов свободный, однако в случае возможной неоднозначности (например, в конструкциях «X увидел Y», где оба участника могут выступать и в роли субъекта, и в роли объекта) используется порядок SVO. В жестовом языке острова Провиденсия порядок слов варьируется, причём в разных социальных группах наблюдаются собственные закономерности. По данным исследования 1986 года, неслышащие люди чаще всего ставили глагол в конец предложения, а субъект и объект упорядочивали произвольным образом. В жестовой речи слышащих людей, наоборот, в подавляющем большинстве случаев субъект предшествовал объекту, однако позиция глагола различалась. Носители языка, ежедневно общавшиеся с глухими членами своей семьи, тоже чаще всего ставили глагол после актантов. Люди без нарушения слуха, не имевшие интенсивных контактов с неслышащими людьми, завершали глаголом только 23 % предложений. Предполагается, что тенденция смещать глагол в середину предложения вызвана влиянием устного креольского языка острова Провиденсия, для которого более характерен порядок SVO. В юкатекском жестовом языке майя наблюдается порядок слов субъект-глагол-объект (SVO). Таким образом, порядок слов в деревенских жестовых языках так же вариативен, как и в жестовых языках сообществ глухих и в разговорных языках.

### Языковые контакты
Члены сообщества без нарушений слуха, освоившие деревенский жестовый язык как второй, существенно влияют на структуру жестовых языков. Например, на жестовый язык деревени Адаморобе оказывает значительное влияние устный язык акан, используемый в поселении: в частности, некоторые жесты включают проговаривание слов на этом языке. С другой стороны, балийский жестовый язык избежал значительного воздействия балийского языка, различия наблюдаются на лексическом, морфологическом и синтаксическом уровнях.
Влияние устного языка не ограничивается непосредственным заимствованием элементов. Деревенский жестовый язык развивается в своеобразных социолингвистических условиях: для большинства носителей он не является родным. На материале устных языков было показано, что если большинство носителей освоили язык как второй, то в нём следует ожидать снижение морфосинтаксической сложности. Не исключено, что аналогичная закономерность имеет место и в жестовых языках, поэтому, например, некоторые деревенские жестовые языки не используют пространственное спряжение глаголов.
Многие жесты, традиционно используемые слышащими людьми, например, кивки головой или «палец вверх», заимствуются деревенским жестовым языком. На смежных территориях деревенские жестовые языки могут возникать независимо друг от друга, но иметь между собой много общих черт. Это объясняется общностью социокультурных факторов и использованием принятой в регионе жестовой системы в качестве основы жестового языка. Обнаруженный в Нигерии жестовый язык народа бура имеет ряд общих жестов с языком Адаморобе и нанабинским языком, используемыми в Гане. Предполагается, что в основе всех трёх языков может лежать западноафриканский жестовый торговый жаргон. Значительно похожи между собой юкатекские майянские жестовые языки, используемые в отдельных населённых пунктах мексиканского штата Юкатан, хотя носители отрицают и факты взаимного влияния языков, и существование единого жестового праязыка.
Сообщества деревенских жестовых языков становятся более открытыми и пересекаются с носителями других жестовых языков. Результатом контактов могут стать использование переключения кодов и заимствований. Например, жестовый язык Кафр-Касема заимствует жесты из израильского жестового языка, а бан-кхорский жестовый язык — из тайского жестового языка.

## Изучение деревенских жестовых языков

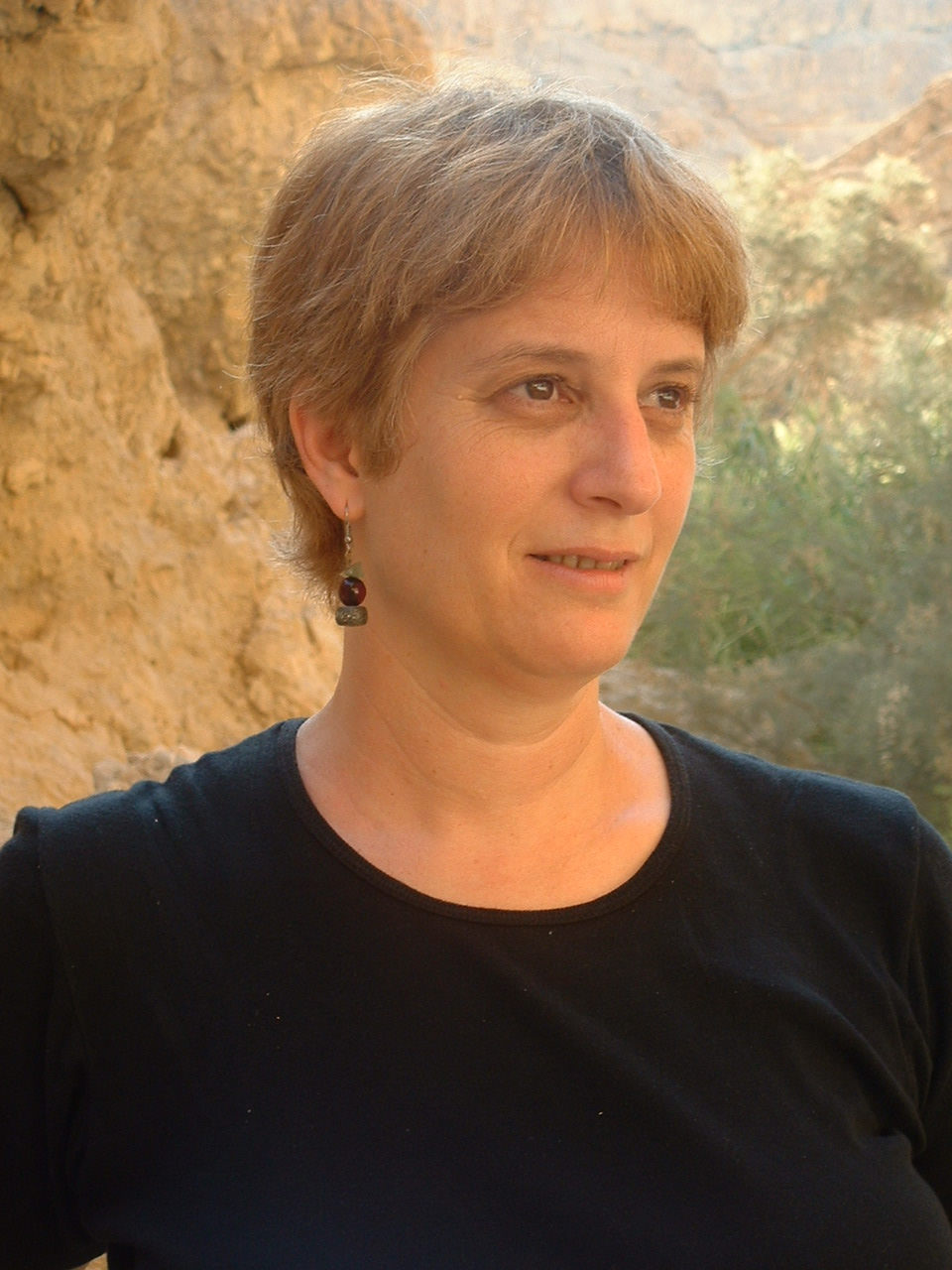
Ирит Меир, исследовательница деревенских жестовых языков в Израиле

Изучение жестовых языков вообще началось в 1960 году с работ Уильяма Стоуки. На материале американского жестового языка он показал лингвистическую полноценность жестовых языков и пробудил интерес к этой области исследований. Лингвисты из других стран, в первую очередь европейских, обратились к жестовым языкам в своих регионах — так были исследованы британский, шведский, немецкий, нидерландский жестовые языки. На этом этапе лингвистика жестовых языков опиралась на материал языков западного мира и могла выдвигать ошибочные обобщения, касающиеся структуры любых жестовых языков. С конца девяностых годов научное знание пополнилось сведениями из городских языков тех стран, которые не относят к западной цивилизации. Следующим шагом стало включение в рассмотрение деревенских жестовых языков.
«Деревни глухих» становились предметом научного исследования начиная с 1960-х годов, но исключительно с точки зрения этнографии и антропологии. Детального описания жестовых языков в это время почти не проводилось: были опубликованы лишь единичные работы, в частности, исследования Джеймса Какумасу (James Kakumasu) о жестовом языке Урубу (1966, 1968), очерки Уильяма Уошебо (William Washabaugh) о жестовом языке острова Провиденсия, книга Норы Грос (Nora Groce) о сообществе острова Мартас-Винъярд. Случай Мартас-Винъярд оказался наиболее популярным: при обнаружении новых сообществ деревенских жестовых языков уклад их жизни иногда характеризовали как «аналогичный ситуации на Мартас-Винъярд».
Деревенские жестовые языки стали востребованной темой в XXI веке. В 2006 году состоялся воркшоп в городе Неймеген, посвящённый деревенским жестовым языкам, в 2008 — конференция в Престоне. В 2007 году Виктория Нист (Victoria Nyst) опубликовала диссертацию о жестовом языке Адаморобе, одну из первых работ, в которой подробно описывалось и сообщество, и структура местного жестового языка. В 2012 году вышла первая книга, полностью посвящённая деревенским жестовым языкам: «Sign Languages in Village Communities» под редакцией Конни де Вос (Connie de Vos) и Ульрики Зешан (Ulrike Zeshan). В 2012 году к описанным относились 13 языков, в 2018 году — уже 32. Тем не менее, многие языки до сих пор остаются не описанными в достаточной мере.
В это же время происходит становление современной терминологии: в 2003 году Джеймс Вудворт (James Woodwart) ввёл понятие «коренные жестовые языки» («indigenous sign languages»), в 2007 году Ульрика Зешан — «деревенские жестовые языки» («village sign languages»), в 2012 Виктория Нист — «общие жестовые языки» («shared sign languages»), адаптировав термин «сообщества совместной жестикуляции» («shared signing community») Шифры Киш (Shifra Kisch). Новые термины подчёркивают, что такие сообщества инклюзивны и не делятся на социальные группы глухих и слышащих. В этом их отличие от терминологии, применявшейся в XX веке («изолированные сообщества глухих», «ассимилированные сообщества глухих» и т. п.).
Развитие деревенских жестовых языков происходит очень быстро, в течение жизни одного-двух поколений людей, поэтому деревенские жестовые языки привлекают внимание исследователей генезиса и эволюции человеческих языков.